# Ølen
Ølen is een plaats in de Noorse gemeente Vindafjord, fylke Rogaland. Ølen telt 876 inwoners (2007) en heeft een oppervlakte van 0,95 km². Tot 2006 was het een zelfstandige gemeente die deel uitmaakte van Hordaland.